# The Wolfe Tones
The Wolfe Tones es un grupo irlandés de música irlandesa, especialmente de temática rebelde.
El grupo es reconocido como el más relevante dentro de la música rebelde irlandesa.

## Origen del nombre
El nombre de la banda es un homenaje a Theobald Wolfe Tone, uno de los líderes de la rebelión irlandesa de 1798 y padre del republicanismo irlandés. Cuenta con el doble sentido de que wolf tone es un falso sonido que puede asemejarse a la familia del violín.

## Historia
El grupo se gestó en el barrio de Inchicore, en Dublín, cuando los hermanos Brian y Derek Warfield y Noel Nagle comenzaron a tocar juntos, primero por diversión y luego presentándose a diversos festivales. Posteriormente se incorporaría Tommy Byrne.
En la década de los 90 se produjo una escisión en The Wolfe Tones, al separarse Derek Warfield del resto del grupo. Ambas partes reclaman ser la continuidad del espíritu del grupo, de modo que ninguna renuncia a seguir utilizando el nombre del grupo.
Entre los temas más destacados del grupo se encuentran «Celtic Symphony», «Joe McDowell» y su versión del clásico «A nation once again».

## Miembros
- Brian Warfild
- Noel Nagle
- Tommy Byrne

### Miembros pasados
- Derek Warfield (desde 1963 hasta 2001)[2]

## Discografía
- 1963: Let the People Sing
- 1964: Spirit of the Nation
- 1986: Live Alive-Oh
- 1987: A Sense of Freedom
- 1991: Rifles of the IRA (de un antiguo LP)
- 1991: Profile
- 1993: Belt of the Celts
- 1993: Across the Broad Atlantic
- 1993: Irish to the Core
- 1993: Sing Out For Ireland
- 2005: We Must Carry On
- 2005: You'll Never Beat the Irish
- 2005: Profile
- 2006: As Gaeilge

### Recopilatorios
- 1963: 25th Anniversary
- 2000: The Wolfe Tones Greatest Hits